# Error CD+DVD
『error CD+DVD Live at 渋谷公会堂 1990.07.11.』とは、平沢進のライブ作品。2014年11月5日に発売された。
本作は1990年9月21日に発売されたライブビデオ『error』、同年10月25日に発売されたライブ・アルバム『error CD』をCD+DVDの二枚組としてまとめた作品である。CD・DVD共にリマスタリングされており、『error CD』はSHM-CD仕様となっている。また、高橋かしこ・國崎晋によるライナーノーツが付属している。

## 概要
- 1990年7月に行われたコンサート・ツアー『世界タービンツアー』の最終公演である渋谷公会堂での模様が収録されている。
- 渋谷公会堂公演では、本来ならば戸川純がゲストミュージシャンとして参加予定であったが、病欠のため不参加となっている[1]。ビデオ『error』のクレジットでは「WISH YOU WERE HERE」とクレジットされている。アルバム『error CD』では、戸川がゲスト参加したライブコンサート「ライブ・フォトン」の大阪公演の模様が13曲目に収録されている[2]。
- 収録曲が双方で異なっており、当日披露された「テクノの娘」「アモール・バッファー」「フローズン・ビーチ」「ロケット」「時空の水」はどちらにも収録されていない。
- 本作収録の「OH MAMA!」と「サイボーグ」はP-MODELの楽曲のセルフカバーである[3]。

## 「error CD」収録曲
- 全作詞・作曲・編曲：平沢進（注記除く）

| #   | タイトル                                            | 作詞 | 作曲・編曲 |
| --- | --------------------------------------------------- | ---- | ---------- |
| 1.  | 「FGG」                                             |      |            |
| 2.  | 「ハルディン・ホテル」                              |      |            |
| 3.  | 「ソーラ・レイ」                                    |      |            |
| 4.  | 「コヨーテ」                                        |      |            |
| 5.  | 「デューン」                                        |      |            |
| 6.  | 「仕事場はタブー」                                  |      |            |
| 7.  | 「スケルトン・コースト公園」                        |      |            |
| 8.  | 「金星」                                            |      |            |
| 9.  | 「世界タービン」                                    |      |            |
| 10. | 「フィッシュ・ソング」(作詞・作曲：平沢進/神尾明朗) |      |            |
| 11. | 「QUIT」                                            |      |            |
| 12. | 「OH MAMA!」                                        |      |            |
| 13. | 「ロケット」                                        |      |            |

## 「error DVD」収録曲
- 全作詞・作曲・編曲：平沢進

| #  | タイトル                     | 作詞 | 作曲・編曲 |
| -- | ---------------------------- | ---- | ---------- |
| 1. | 「ハルディン・ホテル」       |      |            |
| 2. | 「夢みる機械」               |      |            |
| 3. | 「魂のふる里」               |      |            |
| 4. | 「QUIT」                     |      |            |
| 5. | 「世界タービン」             |      |            |
| 6. | 「カウボーイとインディアン」 |      |            |
| 7. | 「サイボーグ」               |      |            |
| 8. | 「エンドロール（時空の水）」 |      |            |

## 参加ミュージシャン
1990年7月11日「世界タービンツアー」渋谷公会堂
- ボーカル・ギター：平沢進
- ドラムス・エレクトリックパーカッション：友田真吾
- ベース・コーラス：秋山勝彦
- キーボード・コーラス：ことぶき光
- キーボード・コーラス：秋元一秀
- ヴォイス：AMIGA 2500
- アルトサックス・ウインドシンセサイザー・コーラス：梅津和時
- ストリングス・ホーン：オーケストラル・マヌヴァース・イン・ザ・ナース

1990年5月19日「ライブ・フォトン」大阪国際交流センター
- ボーカル・ギター：平沢進
- キーボード・コーラス：ことぶき光
- キーボード・コーラス：小西健司
- コーラス：戸川純